# Джени Хейл
Джени Хейл (на английски: Jenny Hale) е американска писателка на произведения в жанра любовен роман.

## Биография и творчество
Джени Хейл е родена през 1975 г. в Нашвил, Тенеси, САЩ. От детството си и запалена читателка на романтична литература. Следва педагогика в колежа и след дипломирането си в продължение на осемнадесет години до 2016 г. работи като преподавателка в начално училище. Един ден, след раждането на второто си дете, решава да опита да пише роман, но след неуспеха на първия си ръкопис започва да се самообразова в областта на творческото писане.
Първият ѝ роман „У дома за Коледа“ е издаден през 2013 г. Главната героиня, Али Ричфийлд, е назначена за управител на старото имение Ашфорд и трябва да организира коледното тържество на семейство Марли. С големия бюджет това изглежда лесно, но новият ѝ шеф, Робърт Марли, е дистанциран, брат му непрестанно флиртува с нея, сестра им пристега с децата си след развода, деветдесет и две годишната им баба Пипа иска да опази имението от продажба, и за една незабравима Коледа ще е нужно малко вълшебство, или любов. Романът става бестселър в списъка на „Ню Йорк Таймс“ и я прави известна. През 2017 г. е екранизиран в едноименния телевизионен филм с участието на Даника Маккелър и Нийл Бледсоу.
След успеха на първата си книга продължава да пише романи, които са наситени с романтика за добро настроение и затрогващи сюжети за приятели и семейства свързани с магията на Коледа.
Произведенията ѝ често са в списъците на бестселърите. Романът ѝ „Коледни пожелания и бисквитени целувки“ от 2015 г. също е екранизиран през 2019 г. в едноименния телевизионен филм с участието на Джил Вагнер и Матю Дейвис.
Джени Хейл живее със семейството си в Нашвил. 

## Произведения

### Самостоятелни романи
- Coming Home for Christmas (2013)[1]
У дома за Коледа, изд.: ИК „Хермес“, Пловдив (2021), прев. Мариана Христова
- Love Me for Me (2014)
Обичай ме заради мен, изд.: ИК „Хермес“, Пловдив (2017), прев. Стоянка Карачанова
- A Christmas to Remember (2014)[2]
- Summer by the Sea (2015)[3]
- Christmas Wishes and Mistletoe Kisses (2015)
Коледни пожелания и бисквитени целувки, изд.: ИК „Хермес“, Пловдив (2017), прев. Валентина Рашева
- Summer at Oyster Bay (2016)
- A Barefoot Summer (2016)
- All I Want for Christmas (2016)
- The Summer House (2017)
Лятната къща, изд.: ИК „Хермес“, Пловдив (2019), прев. Мария Демирева
- We'll Always Have Christmas (2017)
Винаги ще има Коледа, изд.: ИК „Хермес“, Пловдив (2018), прев. Мария Демирева
- One Summer (2018) – издаден и като „The Summer Hideaway“
- It Started With Christmas (2018)
Всичко започна на Коледа, изд.: ИК „Хермес“, Пловдив (2019), прев. Елена Кодинова
- Christmas at Silver Falls (2019)
Коледа в Силвър Фолс, изд.: ИК „Хермес“, Пловдив (2020), прев. Хубавена Димитрова
- Christmas at Fireside Cabins (2020)
- The Memory Keeper (2021)
- The Beach House (2021)
- A Lighthouse Christmas (2021)
- Butterfly Sisters (2022)
- An Island Summer (2022)

### Серия „Брегът на светулките“ (Firefly Beach)
1. Summer at Firefly Beach (2019)[1]
Лято край Брега на светулките, изд.: ИК „Хермес“, Пловдив (2020), прев. Мариана Христова
2. The House on Firefly Beach (2020)
Къща край Брега на светулките, изд.: ИК „Хермес“, Пловдив (2021), прев. Мариана Христова

### Екранизации
- 2017 Coming Home for Christmas – тв филм
- 2019 Christmas Wishes and Mistletoe Kisses – тв филм